# Mystery (Canadese band)
Mystery (vaak gestileerd als MYSTERY) is een Canadese rockband, opgericht in 1986 door multi-instrumentalist Michel St-Père. De band bracht hun gelijknamige debuut-ep Mystery uit in 1992 met Raymond en Gary Savoie als leadzangers, gevolgd door hun eerste album Theatre of the Mind in 1996 en toen Destiny? in 1998, beide met Gary als lead zanger. In 2007 bracht de band hun derde album Beneath the Veil of Winter's Face uit met zanger Benoît David die nog twee studioalbums met de band zou opnemen: One Among the Living in 2010 en The World is a Game in 2012. In 2015 bracht de band hun zesde album met de huidige zanger Jean Pageau: Delusion Rain. Op 14 juli 2018 kwam hun zevende album Lies and Butterflies uit.
Mystery is een Canadese progressieve-rockband, hun huidige bezetting is Michel St-Père (Gitaar, keyboards, bas), François Fournier (Bas), Sylvain Moineau (Gitaar), Jean-Sébastien Goyette (drums), Jean Pageau (Leadzang en fluit) en Antoine Michaud (keyboards).

## Historie

### Formatie en de eerste drie albums (1986-1999)
In 1986, toen hij als geluidstechnicus bij Studio Illusion werkte, richtte Michel St-Père Mystery op met toetsenist Sylvain Desharnais. 
De oorspronkelijke naam van de band was Century, maar werd omgedoopt tot Mystery op voorstel van Desharnais' vriendin toen werd ontdekt dat er in Frankrijk al een band was die Century heette. 
Het duurde enkele jaren voordat er een stabiele line-up was gevormd, maar in 1990 vormde zich een line-up met Michel St-Père op gitaar, samen met Stéphane Perreault op drums, Raymond Savoie zang en Benoît Dupuis op keyboards. In 1991 begon de band met het opnemen van hun eerste ep. 
Richard Addison trad in 1991 toe tot de band op bas en Gary Savoie, de broer van Raymond, werd de zanger in de winter van dat jaar. Mystery bracht hun debuut-ep uit in maart 1992 met zowel Raymond als Gary op zang.
Perreault werd ziek en had een ernstige ziekte in 1991, wat leidde tot een tijdelijke onderbreking van de band tot de herfst van 1993, waarna de band zich hergroepeerde. De opnames begonnen in de winter van 1994 op het eerste volledige album van de band: Theatre of the Mind. 
Nadat hij zijn delen voor het album had ingespeeld, verliet Addison de band en werd vervangen door Patrick Bourque, die bas had gespeeld in het nummer "Rythmizomena" op Theatre of the Mind. Michel Painchaud voegde zich ook bij de band en speelde saxofoon en akoestische gitaar. In 1995 werd de band teruggebracht tot vier leden toen Dupuis en Painchaud vertrokken. Om de release van het nieuwe album in 1996 te promoten, creëerde St-Père zijn eigen platenlabel, Unicorn Digital, waarop alle opnames van Mystery vanaf dat moment zouden worden uitgebracht. 
Met de release van Theatre of the Mind was de band in staat om een breder publiek te bereiken ook buiten Canada.
Tijdens de opnames van het tweede album van de band, Destiny?, vertrok Perreault en werd vervangen door Steve Gagné, die aan de band werd voorgesteld door studiogeluidstechnicus Gilles Peltier.
 
Destiny? werd uitgebracht in mei 1998 en in licentie gegeven aan het Franse platenlabel Musea. Na de release van Destiny? kwam Anne Charbonneau bij de band als toetsenist en de band speelde concerten met muziek van dit album. Tegen de tijd dat de band in 1999 begon te werken aan het volgende album, vertrok zanger Gary Savoie vanwege muzikale meningsverschillen.

### Benoît David tijdperk (1999-2014)
Nadat Gary Savoie was vertrokken, werd hij vervangen door Benoît David, die St-Père had ontmoet na een Yes tribute-optreden van Davids toenmalige band Close To The Edge (destijds Gaïa genaamd) voorafgaand aan het vertrek van Savoie uit de band. De daaropvolgende jaren verlegde St-Père zijn aandacht naar het uitbreiden van zijn platenlabel, waardoor het volgende Mystery-album werd uitgesteld.
In 2000 bracht Mystery twee nummers uit: een cover van "Hey You" voor een Pink Floyd-tribute album en een demo van het nummer dat het titelnummer zou worden van het volgende album van de band, Beneath the Veil of Winter's Face voor een progressieve rock-compilatiealbum . Mystery bracht ook het verzamelalbum At the Dawn of a New Millennium uit, tijdens de overgangsperiode in de band. 
In de loop van de volgende jaren werd vooruitgang geboekt op het volgende studioalbum van de band, met een ruwe mix van het nummer "As I Am" dat verscheen op het compilatiealbum Prog-résiste uit 2004.
In 2006 bracht Mystery een cover uit van "Visions of Paradise" op een tribute-album van The Moody Blues.
Het derde studioalbum van de band Beneath the Veil of Winter's Face werd uitgebracht op 15 mei 2007. 
Bourque stierf een paar maanden na de release van het album in september 2007 door zelfmoord, zo is destijds vastgesteld. Hij was ook lid van Emerson Drive tot een maand voor zijn dood. 
Na het overlijden van Bourque gingen St-Père, David en Gagné door. Ze huurden François Fournier in om Bourque op de bas te vervangen, brachten een tweede gitarist Dean Baldwin bij de groep en voormalig toetsenist Benoît Dupuis voegde zich weer bij de band in zijn oorspronkelijke rol.
David trad op met Yes in 2010.

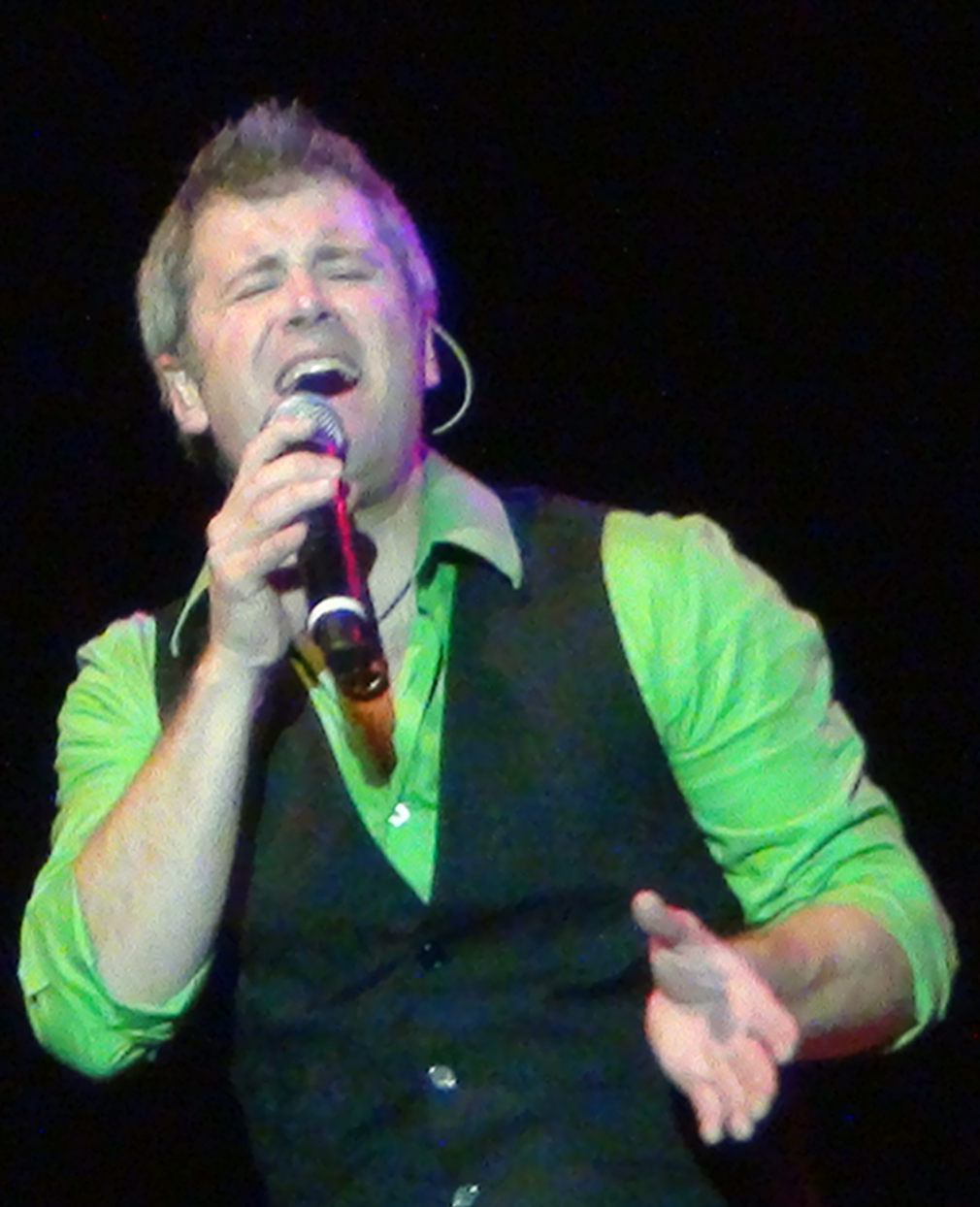
David performing with Yes in 2010

In 2008 werd David de leadzanger van Yes(tot 2012), in de plaats van Jon Anderson, terwijl hij daarnaast de leadzanger van Mystery bleef. 
Hoewel dit de band hielp een breder publiek te bereiken, zorgde het er ook voor dat Mystery om het schema van Yes moest werken.
Destiny?, Mystery's tweede album, werd in 2009 opnieuw gemixt en uitgebracht met nieuw artwork en een bonustrack als een 10-jarige jubileumeditie.
De nieuwe line-up speelde ook hun eerste show, de opening voor The Musical Box op 3 april 2009.
In 2010 bracht de band hun vierde studioalbum uit, One Among the Living. Diverse andere muzikanten speelden op het album als sessiemuzikanten, waaronder andere artiesten die muziek uitbrachten op Unicorn Digital en anderen, waaronder Oliver Wakeman, David's bandlid in Yes, en John Jowitt.
Gagné kwam bij de band in 2011 maar hij was niet beschikbaar om de opnames van het komende album te doen, maar bleef wel bij de band als tourlid.
Nick D'Virgilio werd genoemd als de sessiemuzikant die alle drumtracks op hun volgende album zou opnemen en Antoine Fafard van Spaced Out zou alle bastracks op het album opnemen.
Op 28 juli 2012, werd Sylvain Moineau aangekondigd als invaller voor Baldwin op gitaar voor hun volgende show en werd sindsdien een fulltime tourlid. Mystery bracht hun vijfde studioalbum uit, The World is a Game, op 10 augustus 2012.
Op 2 januari 2013 werd aangekondigd dat Jean-Sébastien Goyette drums zou spelen in de live band in plaats van Gagné, met als eerste show de 7 februari show in Centrepointe Theatre in Ottawa.

Een geremasterde versie van At the Dawn of a New Millennium werd aangekondigd op 26 februari 2013, samen met Unveil the Mystery, een nieuw verzamelalbum met muziek van 2007 tot 2012, waarvan de naam op 12 maart werd aangekondigd. .
Op 10 mei speelde en nam de band hun eerste Europese show in Nederland op tijdens hun tour ter ondersteuning van The World is a Game, dat op 1 oktober 2014 werd uitgebracht als het dubbele live-album Tales from the Netherlands.
De band nam het nummer "See You Tonite" van Gene Simmons op voor het KISS tribute-album A World With Heroes. Todd Farhood was de leadzanger terwijl de rest van Mystery (St-Père, Dupuis, Fournier, Moineau en Goyette) hun eigen instrumenten bespeelden.

### Jean Pageau era (2014-heden)
Op 14 maart 2014 voor de start van The World is a Game Tour werd aangekondigd dat David de band de herfst daarvoor had verlaten omdat hij een pauze wilde nemen van de muziek. Jean Pageau, die aanwezig was bij het Saga-concert dat Mystery opende in februari 2013, werd officieel leadzanger op 9 maart.
Op 7 juli werd aangekondigd dat Antoine Michaud Sylvain Moineau zou vervangen voor alle concerten van 2014, en dat hij toen al een maand met de band had geoefend. 
In augustus en september toerde de band een tweede deel van concerten ter ondersteuning van The World is a Game, die plaatsvonden in Canada en Europa.
Op 2 november werd aangekondigd dat de opnames van het volgende studioalbum waren begonnen. Op 9 juni 2015 werd de titel van het album aangekondigd als Delusion Rain, die vervolgens werd uitgebracht op 1 november. 
Van eind september tot begin november 2015 toerde de band door Canada en Europa.
Op 3 april 2016 speelde de band op het Progdreams V festival in Nederland, dat werd opgenomen en uitgebracht als Second Home op Dvd op 7 augustus 2017,  en als live-album op 15 augustus 2017 digitaal en op 1 september 2017 op cd.
Op 2 september 2016 speelde de band op het 2Days Prog+1 festival in Italië. Op 5 september werd Michaud aangekondigd als de nieuwe toetsenist voor de band nadat Dupuis de band had verlaten na het Progdreams V-concert in april.
In augustus en september 2017 toerde de band door Europa en Canada voor de 10-jarige jubileum van Beneath the Veil of Winter's Face en speelde het album in zijn geheel.
Op 7 september werd aangekondigd dat de band hun 7e studioalbum zou uitbrengen op 14 juli 2018, dezelfde dag dat ze zouden spelen op het Night of the Progfestival in Sankt Goarshausen, Duitsland. Eind april en begin mei 2018 nam de band een pauze tijdens het werken aan het nieuwe album om door Europa te touren. 
Na terugkeer werd het werk aan het album hervat en op 30 mei werd aangekondigd dat de titel Lies and Butterflies zou zijn. In maart en april 2019 toerde de band ter ondersteuning van het album in Canada en Europa, gevolgd door een tweede serie concerten in oktober en november in Europa. en Canada. 
De show op 7 april in Poznań, Polen werd op 15 november uitgebracht als een dubbel live-album.
Het concert in Cultuurpodium Boerderij op 17 november 2018 is uitgebracht op 28 november 2020, getiteld Caught in the Whirlwind of Time.
Na meer dan twee jaar niet kunnen touren in verband met de Coronapandemie, speelde de band eind juni 2022 twee shows in Europa in Duitsland en op het Midsummer Prog Festival in Nederland. Op 16 juni werd bekend dat Johnny Maz van Huis, waarvan St-Père ook lid is, invalt voor Michaud in deze 2 shows.
Vanaf eind juni 2022 wordt aan een nieuw album gewerkt door de band.

## Discografie

### Studioalbums
- Theatre of the Mind (1996)
- Destiny? (1998)
- Beneath the Veil of Winter's Face (2007)
- One Among the Living (2010)
- The World is a Game (2012)
- Delusion Rain (2015)
- Lies and Butterflies (2018)
- Redemption (2023)

### Ep's
- Mystery (1992)

### Compilaties
- At the Dawn of a New Millennium (2000)
- Unveil the Mystery (2013)

### Livealbums
- Tales from the Netherlands (2014)
- Second Home (2017)
- Live in Poznan (2019)
- Caught in the Whirlwind of Time (2020)

### Videos
- Second Home (2017)
- Caught in the Whirlwind of Time (2020)

### Gastoptredens
- Signs Of Life: A Tribute To Pink Floyd (2000)
- Higher And Higher: A Tribute To The Moody Blues (2006)
- A World With Heroes: A Tribute to Kiss (2013)

## Bandleden

### Huidige leden
- Michel St-Père – Gitaar, keyboards, bas (1986–heden)
- François Fournier - Bas (2014–heden; tourlid - 2008–2014)
- Sylvain Moineau - Gitaar (2014–heden; tourlid - 2012–2014; hiaat - 2014)
- Jean-Sébastien Goyette - Drums (2014–heden; tourlid - 2013–2014)
- Jean Pageau - Leadzang, fluit (2014–heden)
- Antoine Michaud - Keyboards (2016–heden), guitars (tourlid - 2014)

### Oud-leden
- Sylvain Desharnais - Keyboards (1986-19??)[41]
- Raymond Savoie - Leadzang (1988–1991)
- Stéphane Perreault - Drums (1989–1996; died 2005[42])
- Benoît Dupuis - Keyboards (1990-1995, 2014-2016; touring member - 2008–2014)
- Gary Savoie - Leadzang (1991–1999)
- Richard Addison - Bas (1991–1994)
- Patrick Bourque - Bas (1994–2002, 2007; overleden 2007)
- Michel Painchaud – Akoestische gitaar, saxofoon (1994–1995)
- Steve Gagné - Drums (1996-2011; tourlid - 2011-2013)
- Anne Charbonneau - Keyboards (1998-1999)[43]
- Benoît David - Leadzang (1999–2013)

### Oud tourleden
- Dean Baldwin - Gitaar (2008-2012)
- Olivier Martin - Bas (March 22, 2013)
- Johnny Maz - Keyboards (2022)